# 2016 في جامايكا
فيما يلي قوائم الأحداث التي وقعت خلال عام 2016 في جامايكا.

## سياسة

### تعيين في المنصب
- 3 مارس – أندرو هولنيس رئيس وزراء جامايكا [الإنجليزية]‏.

## رياضة
- 1 يناير – جامايكا في الألعاب الأولمبية الصيفية 2016

## وفيات

### سبتمبر
- 8 سبتمبر – برنس باستر (مواليد 1938) مغني وموسيقي جامايكي.